# Alexander Alesius
Pour les articles homonymes, voir Ales (homonymie).
Ne doit pas être confondu avec Alexandre de Hales.
Alexander Alesius, latinisation de son nom de naissance Alexander Ales, né en Écosse le 23 avril 1500 à Édimbourg et mort le 17 mars 1565 à Leipzig, est un théologien protestant, professeur à l'université de Leipzig en Allemagne.

## Biographie
Il étudie à l'université de St Andrews. Lorsque Patrick Hamilton introduit les idées protestantes en Écosse, il doit se renier mais ne le fait pas. Il parvient à s'échapper et monter dans un bateau vers l'Allemagne.
En 1533, il se retrouve à Wittenberg. De là, il essaie de travailler pour l'Écosse. Il se consacre à une traduction de la Bible dans sa langue maternelle. Il a alors une querelle avec Jean Cochlaeus.
En 1535, il suit un appel de Thomas Cranmer à l'Angleterre, apporte au roi Henri VIII une lettre de Philippe Melanchthon, pour qu'il soit nommé professeur à Cambridge. Impliqué dans des luttes théologiques, il est incapable de rester à Cambridge ou à Londres et retourne en Allemagne.
Joachim II Hector de Brandebourg le nomme professeur à l'université brandebourgeoise de Francfort et l'invite au colloque religieux de Worms en 1541. En 1543 professeur à l'université de Leipzig, il participe aux négociations les plus importantes des années suivantes. Il s'attache essentiellement à Melanchthon et reste fidèle à son maître pendant les années où les philippistes sont lourdement attaqués. Il est recteur de l'université de Leipzig en 1555 et 1561.
Il montre un caractère solide dans sa patrie, mais quand il est à l'étranger, il se révèle souvent contradictoire. Ainsi, même après avoir trouvé la paix à Leipzig, son travail n'a pas de suite. Il écrit un certain nombre de grands ouvrages exégétiques et dogmatiques, mais il intervient dans les disputes entre protestants avec des écrits polémiques (contre Andreas Osiander, en particulier contre les antitrinitaires Michel Servet et Giovanni Valentino Gentile).

## Publications
Alexander Alesius a publié une soixantaine d'ouvrages exégétiques, dogmatiques et polémiques ; ses écrits de controverse portent notamment  sur la traduction de la Bible en langue vernaculaire.
- Responsio ad Cochlei calumnias, Wittenberg, Josef Klug, 1534, 32 f., in-8.
- Cohortatio ad concordiam pietatis, ac doctrinae Christianae defensionem, missa in patriam s., Leipzig, Valentin Bapst, 1544, 26 f., in-8 Lire en ligne.
- Responsionis ad declarationem articulorum Lovaniensium scriptam a Ruardo Tappero D. Particula septima, de utilitate missae et de vero usu & fructu coenae Domini, Leipzig, Ernst Vögelin, 1563, 20 f., in-8 Lire en ligne.